# Клоуны (скульптура)
«Кло́уны» — одна из достопримечательностей Москвы, установленная в 2002 году напротив цирка на цветном Бульваре. Площадь, занятая скульптурной композицией, составляет около 60 квадратных метров. Памятник посвящён потомственному цирковому артисту и основателю цирка на Цветном бульваре Альберту Саламонскому и выдающемуся клоуну и актёру Юрию Никулину.

## История и расположение
Памятник был торжественно открыт 14 июня 2002 года в присутствии тогдашнего мэра города Москвы Юрия Михайловича Лужкова. Истинной дате открытия противоречит надпись «Церетели 2004» на бронзовом чемодане — завершающей части композиции. Предположительно, это планируемая дата открытия памятника.
Композиция установлена через дорогу от Московского цирка Никулина на Цветном бульваре, так как в непосредственное близости от цирка не хватило места. Для установки памятника был укреплён грунт и вымощены дорожки, а для удобства отдыхающих поставлены лавочки.
Миниатюрная копия скульптуры установлена на Грузинской площади возле мастерской автора скульптуры — Зураба Церетели.

## Описание
Центром композиции является фонтан, чаша которого скрывается под бронзовой решёткой, через которую бьют разные струи воды, в том числе слабые, которые привлекают внимание детей в летний период. В центре фонтана установлена скульптура клоуна, сидящего на одноколёсном велосипеде и попавшего в «дождь». Артист явно куда-то спешит, открывает свой зонт и не замечает, как из его чемодана выпадает ещё один клоун, который отчаянно цепляется ногами за края чемодана в надежде избежать падения.
Вторая часть композиции — два клоуна, прыгающие один через другого. Следующая скульптура — клоун, замерший в удивлении перед кувырком. Четвёртая часть композиции представлена сидящим клоуном, который с явным любопытством наблюдает за всем происходящим. Своеобразным завершением служат оставленные клоунские реквизиты: чемодан, ботинок, трость и шляпа.